# Kasteeldomein Diepenbroeck

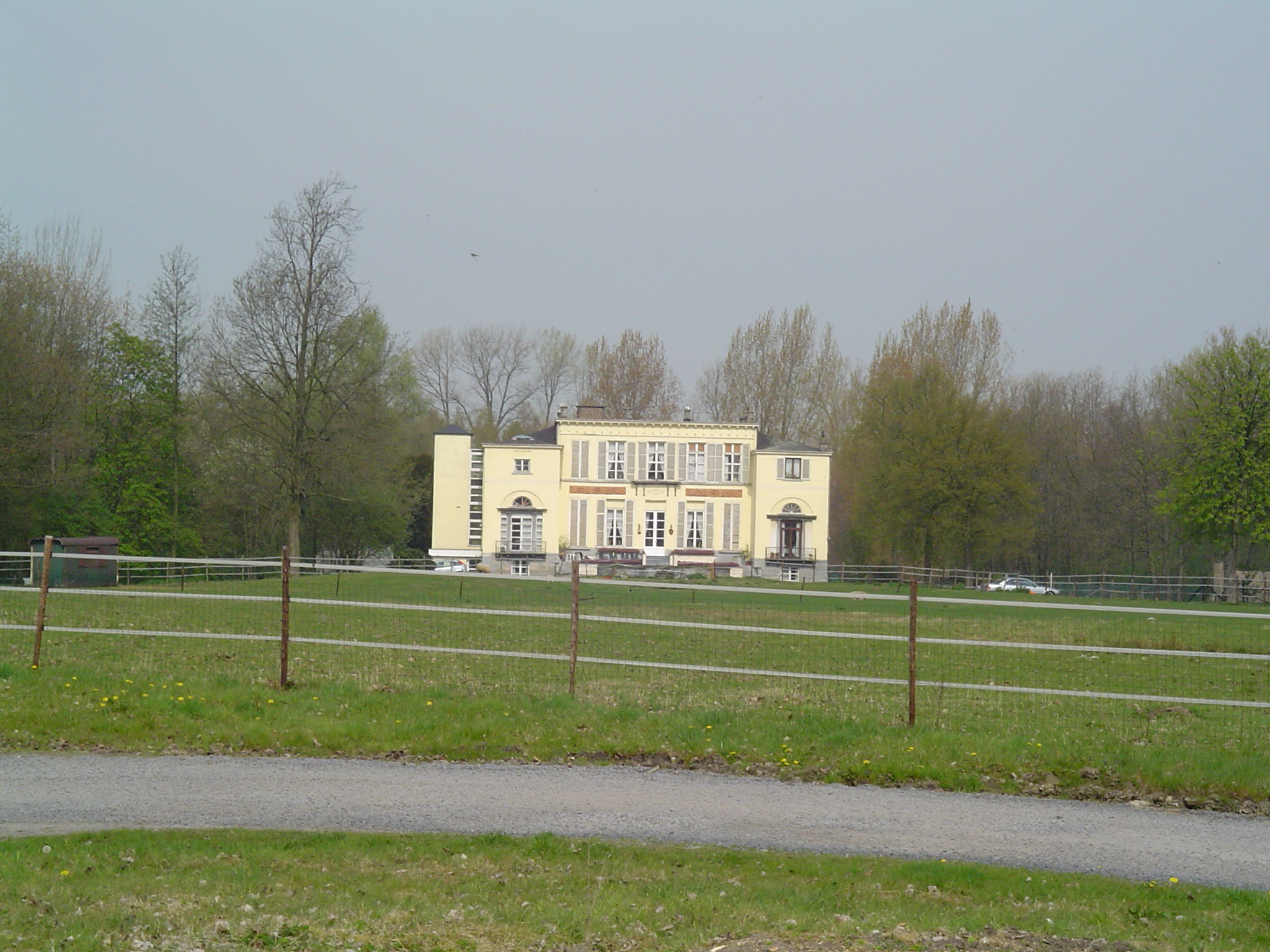
Kasteel Diepenbroeck

Kasteel Diepenbroeck is een kasteel in de tot de Oost-Vlaamse gemeente Lievegem behorende plaats Lovendegem, gelegen aan Appenvoordestraat 71-75.

## Geschiedenis
Diepenbroeck was een achterleen van de heerlijkheid Lovendegem en werd al vermeld in 1421. In de eerste helft van de 16 eeuw was het in bezit van Frans van der Zype, in 1574 kwam het aan de Gentse patriciërsfamilie Van Vaernewyck. Verbouwingen vonden plaats omstreeks 1743, door Claude Bonaventure van Vaernewyck, en omstreeks 1804 door burggraaf Charles-Constantin de Vaernewyck d'Angest. In 1931 werd het kasteel door brand beschadigd. Sedert 1980 is er een verzorgingshuis in en achter het kasteel gevestigd.

## Gebouw
Het kasteel heeft een merkwaardig toegangshek, geflankeerd namelijk door twee drie meter hoge hermen met een mannen- respectievelijk een vrouwenkop en saterpoten. Herme (Grieks godenbeeld)leverede de bijnaam kasteel van de reus en de reuzin op. De hermen werden in 1922 vernieuwd.
Het kasteel is een bouwwerk in empirestijl met mogelijk oudere souterrain en kelder. In het kasteel bevindt zich een Egyptisch salon, verder een Chinees boudoir en dergelijke. In het park is een oranjerie van begin 19e eeuw, voorzien van een zuilengalerij.